# Schleicher AS 33
Die Schleicher AS 33 ist ein einsitziges Segelflugzeug des deutschen Segelflugzeugherstellers Alexander Schleicher. Sie ist durch verschiedene Außenflügel in der FAI-18m-Klasse und FAI-15-m-Klasse einsetzbar.

## Geschichte
Im Juli 2018 stellte die Alexander Schleicher GmbH das Projekt AS 33 als Nachfolger der ASG 29 für die FAI-18-m-Klasse vor. Im März 2019 war der Formensatz fertig und eine erste Tragfläche mit Winglets für den Prototyp gebaut. Im Mai 2019 folgte der erfolgreiche Flügelbelastungsversuch und am 23. Januar 2020 der Erstflug mit Ulrich Kremer auf dem Werksflugplatz bei Poppenhausen. Im Juli 2020 waren die Flugerprobung und das Musterzulassungsverfahren weit fortgeschritten. Die Serienproduktion war angelaufen und ein erster Außenflügel für 15 m Spannweite gebaut.

## Konstruktion
Die 18 Meter Spannweite des vierteiligen Flügels lassen sich durch ein zweites Paar Außenflügel auf 15 Meter für Flüge in der FAI-15-m-Klasse reduzieren. Die Trennstelle ist auf 5,1 m Halbspannweite.
Die Schleicher AS 33 hat Wölbklappen, nach oben ausfahrende dreistöckige Bremsklappen und unabhängig voneinander schaltbare elektrische Ventile der Wasserballasttanks in Innen- und Außenflügel. Die Steuerung mit Querruder- und Wölbklappenüberlagerung wurde von der ASG 29 übernommen. An den Flügelenden sind in beiden Versionen Winglets angebracht. Die Querruder und die Bremsklappen werden bei der Montage des Flügels automatisch angeschlossen.
Das Zweipunktfahrwerk mit einer Scheibenbremse am Hauptrad ist einziehbar.

## Versionen
- AS 33 – Segelflugversion[7]
- AS 33 Es – nicht eigenstartfähiges Motorsegelflugzeug mit Solo 2350 mit elektrischem Anlasser und Batterie im Motorraum[8]
- AS 33 Me – eigenstartfähiges Motorsegelflugzeug mit Emrax-Elektromotor, 35 kW, Lithium-Ionen-Akkumulator in Innentragfläche[9]

## Technische Daten
| Kenngröße                 | AS 33-15m       | AS 33-18m     |
| ------------------------- | --------------- | ------------- |
| Besatzung                 | 1               | 1             |
| Länge                     | 6,5 m           | 6,5 m         |
| Spannweite                | 15 m            | 18 m          |
| Flügelfläche              | 8,8 m²          | 10 m²         |
| Flügelstreckung           | 25,6            | 32,4          |
| Höhe                      |                 |               |
| Leermasse (Segler)        | 275 kg          | 285 kg        |
| Leermasse (mit Triebwerk) | 320 kg          | 330 kg        |
| Wasserballast             |                 |               |
| max. Startmasse           | 550 kg          | 600 kg        |
| max. Flächenbelastung     | 62,5 kg/m²      | 60 kg/m²      |
| min. Flächenbelastung     | 40 kg/m²        | 36 kg/m²      |
| Höchstgeschwindigkeit     | 270 km/h        | 270 km/h      |
| Manövergeschwindigkeit    | 200 km/h        | 200 km/h      |
| Gleitzahl (rechnerisch)   | 50 (62,5 kg/m²) | 56 (60 kg/m²) |
| Geringstes Sinken         |                 |               |
| Index (DAeC/IGC)          | 116             | 122           |

Technische Daten des Antriebs
| Kenngröße            | Es                                         | Me                                         |
| -------------------- | ------------------------------------------ | ------------------------------------------ |
| Motor                | Zweizylinder-Zweitakt-Reihenmotor          | Elektromotor                               |
| Motortyp             | Solo 2350                                  | Emrax                                      |
| Motorleistung        | 18 kW bei 5400 min−1                       | 35 kW bei 3750 min−1                       |
| Bestes Steigen       |                                            |                                            |
| Propeller            | starrer Zweiblatt-Propeller von Schleicher | starrer Zweiblatt-Propeller von Schleicher |
| Propellerdurchmesser | 1 m                                        | 1,2 m                                      |